# Sana Hassainia
Sana Hassainia, سناء حساينية (née le 1er novembre 1974 à Tunis), est une femme politique canadienne d'origine tunisienne. Elle est élue à la Chambre des communes du Canada en mai 2011, représentant la circonscription de Verchères—Les Patriotes (Rive sud de Montréal) pour le NPD. Le 20 août 2014, elle se retire du NPD pour devenir députée indépendante.

## Vie personnelle
Elle est mariée à Amine Kochlef. Elle accouche deux fois durant son mandat : le 14 novembre 2011 elle donne naissance à un garçon nommé Skander-Jack, en hommage à Jack Layton, puis à une fille, Sarah-Jane, le 9 juin 2013. 

## Éducation et qualifications
Sana Hassainia est titulaire d'une maîtrise en langue française obtenue à la faculté des lettres et des sciences humaines de Tunis en Tunisie et d'un certificat en journalisme obtenu en 2003 à l'Université de Montréal. 
Lors de son élection, Sana Hassainia travaillait dans une imprimerie de Terrebonne.

## Vie politique
Lors de l'élection fédérale canadienne de 2011, elle est candidate pour le Nouveau Parti démocratique dans Verchères—Les Patriotes. Elle ne fait pas campagne dans la circonscription, faute d'argent, et ne s'y déplace pas. Surfant sur la « vague orange », elle est cependant élue sans équivoque en obtenant plus de 43 % des voix contre 36 % à Luc Malo, député bloquiste sortant.
Une fois en chambre, elle n'a pas de responsabilités particulières au sein du caucus néodémocrate et devient membre du Comité permanent de la condition féminine et du Comité mixte permanent d'examen de la réglementation, postes qu'elle occupe toujours aujourd'hui.
Lorsque, à la suite du décès de Jack Layton, la course à la chefferie du NPD est déclenchée, elle soutient Brian Topp
En février 2012, elle se plaint de l'attitude d'Andrew Scheer qui l'aurai empêché de rester en séance avec son bébé de trois mois alors qu'elle voulait voter. Elle parle alors d'un acte « pas du tout encourageant pour la conciliation travail-famille et le retour au travail des femmes. » 
Le 20 août 2014, elle annonce quitter le Nouveau Parti démocratique, dénonçant la position pro-israélienne du parti dans le conflit israélo-palestinien.
Lorsque Jean-François Fortin lance Forces et Démocratie, il invite Sana Hassainia à les rejoindre mais elle décline. 
En janvier 2015, elle est présentée par les médias comme la députée la plus absentéiste de la Chambre : en effet, la députée n'a participé qu'à 6 % des votes durant l'année 2014. Elle assume cela en affirmant préférer le travail de circonscription, même si la presse la décrit comme aussi peu présente sur le terrain, Radio Canada lui donnant le titre de « députée fantôme ». Quelques jours plus tard, la presse indique que ses dépenses sont supérieures à la moyenne des députés. 
Malgré ces révélations, Sana Hassainia assure vouloir se représenter lors des élections de 2015, mais dans une autre circonscription et sous les couleurs de Forces et Démocratie ou du Parti libéral du Canada. Cependant, face au scandale suscité par ces informations, elle annonce quelques jours plus tard qu'elle quittera la politique à l'échéance de son mandat.

### Résultats électoraux
|       | Candidat                   | Parti          | # de voix | % des voix |
|       | Rodrigo Alfaro             | Conservateur   | +04 884,  | 8,63 %     |
|       | (sortant) Luc Malo         | Bloc québécois | +20 593,  | 36,38 %    |
|       | Pier-Luc Therrien-Péloquin | Libéral        | +05 352,  | 9,46 %     |
|       | Sana Hassainia             | NPD            | +24 514,  | 43,31 %    |
|       | Thomas Lapierre            | Vert           | +01 259,  | 2,22 %     |
| Total | Total                      | Total          | 56 602    | 100 %      |